# Carl Seffner
Carl Ludwig Seffner, né le19 juin 1861 à Leipzig 2 octobre 1932 à Leipzig, est un sculpteur allemand. Il est notamment connu pour sa Statue de Jean-Sébastien Bach à l'Église Saint-Thomas de Leipzig.

## Jeunesse et travail

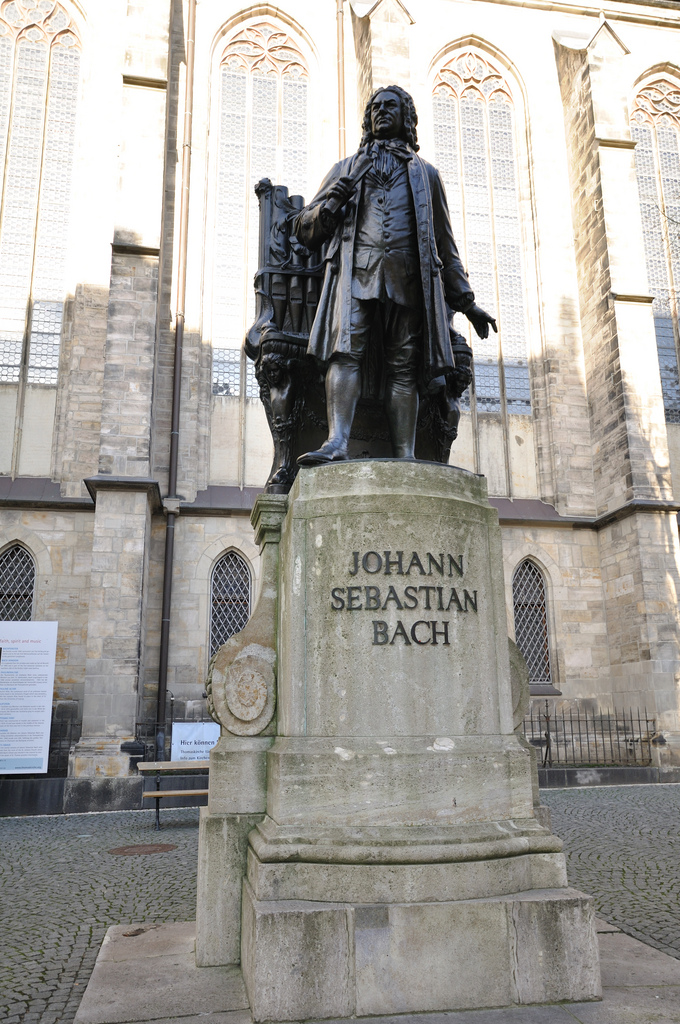
Statue de Jean-Sébastien Bach à l'Église Saint-Thomas de Leipzig

Né en 1861, Seffner étudie à l'Académie des Beaux-Arts de Leipzig de 1877 à 1883. Après un séjour à Berlin, il étudie à Paris et en Italie de 1886 à 1888. Il retourne à Leipzig en 1889 et travaille pendant les années suivantes à l'Université de Leipzig, où il réalise les bustes en marbre d'Anton Springer, Karl Thiersch, Bernhard Windscheid et Carl Ludwig. Après la découverte du crâne de J.S. Bach en 1894 lors de la construction de l'église Saint-Jean de Leipzig en 1895, Seffner et Wilhelm His sont chargés de réaliser une reconstruction anatomique. Les éléments anatomiques sont attribués à His, tandis que le travail de forme et la peinture sont l'œuvre de Seffner. Ce travail lui vaut un doctorat honorifique de la faculté de médecine de l'Université de Leipzig. La même année, Seffner devient membre de la loge maçonnique Minerva zu den drei Palmen.

## Commission
Seffner continue à produire des sculptures de Karl Heine (1896/1897), du maire Carl Wilhelm Otto Koch (1898), du jeune Johann Wolfgang von Goethe alors étudiant à Leipzig (1902), et d'Edvard Grieg (1904). Il sculpte aussi les bustes d'Albert de Saxe, d'Aloys Senefelder et de Friedrich Koenig après avoir été élu membre honoraire de la Société d'art de Leipzig en 1899 et de l'Académie des beaux-arts de Dresde en 1901.
En 1908, Seffner réalise une statue de Bach, qui se dresse à proximité de l'entrée ouest de l'église Saint-Thomas au Thomaskirchhof. Le critique d'art local Arthur Smolian prévoyait que l'œuvre de Seffner transformerait la ville en un « Bayreuth de l'art de Bach » et attirerait les pèlerins. En bronze, elle mesure 2,45 mètres de haut et repose sur un socle de 3,2 mètres de haut. Un rouleau de musique est placé dans la main droite de la statue, tandis que la main gauche est soulevée d'un clavier d'orgue. La statue est inaugurée le 17 mai 1908, à l'occasion du premier festival Bach de Leipzig. Seffner est également chargé de réaliser de nombreuses tombes et pierres tombales pour le cimetière sud de Leipzig. Dans les années précédant sa mort à Leipzig en 1932, il est un membre actif du groupe d'artistes Leoniden.